# New Haven Open at Yale 2012
New Haven Open at Yale 2012 (New Haven Open at Yale presented by First Niagara за назвою спонсора) — тенісний турнір, що проходив на відкритих кортах з твердим покриттям. Це був 44-й за ліком Connecticut Open. Належав до серії Premier у рамках Туру WTA 2012. Відбувся в Cullman-Heyman Tennis Center у Нью-Гейвені (США). Тривав з 17 до 25 серпня 2012 року.

## Учасниці основної сітки в одиночному розряді

### Сіяні учасниці
| Country    | Гравчиня           | Рейтинг* | Посіяний |
| ---------- | ------------------ | -------- | -------- |
| Польща     | Агнешка Радванська | 3        | 1        |
| Чехія      | Петра Квітова      | 5        | 2        |
| Данія      | Каролін Возняцкі   | 8        | 3        |
| Італія     | Сара Еррані        | 10       | 4        |
| Франція    | Маріон Бартолі     | 11       | 5        |
| Словаччина | Домініка Цібулкова | 13       | 6        |
| Росія      | Марія Кириленко    | 14       | 7        |
| Чехія      | Луціє Шафарова     | 19       | 8        |

- Рейтинг подано станом на 13 серпня 2012[2]

### Інші учасниці
Нижче подано учасниць, що отримали вайлд-кард на вихід в основну сітку:
- Петра Квітова
- Бетані Маттек-Сендс
- Лора Робсон

Нижче наведено гравчинь, які пробились в основну сітку через стадію кваліфікації:
- Тімеа Бабош
- Ніколь Гіббс
- Алекса Ґлетч
- Ольга Говорцова

Гравчиня, що потрапила в основну сітку як щасливий лузер:
- Віра Душевіна
- Мелані Уден

### Відмовились від участі
Гравчині, що відмовились від участі в основній сітці одиночного розряду:
- Кая Канепі (Травма тендона ахілла)
- Крістіна Макгейл (хворобу шлунково-кишкового тракту)
- Анастасія Павлюченкова
- Флавія Пеннетта (травма зап'ястка)
- Франческа Ск'явоне (хворобу шлунково-кишкового тракту)

### Знялись
- Мона Бартель (хворобу шлунково-кишкового тракту)
- Варвара Лепченко (травма зап'ястка)
- Агнешка Радванська (травма правого плеча)
- Каролін Возняцкі (травма правого коліна)

## Учасниці основної сітки в парному розряді

### Сіяні пари
| Країна   | Гравчиня               | Країна  | Гравчиня                   | Рейтинг1 | Сіяна |
| -------- | ---------------------- | ------- | -------------------------- | -------- | ----- |
| США      | Лізель Губер           | США     | Ліза Реймонд               | 2        | 1     |
| Чехія    | Андреа Главачкова      | Чехія   | Луціє Градецька            | 21       | 2     |
| Словенія | Катарина Среботнік     | КНР     | Чжен Цзє                   | 38       | 3     |
| Іспанія  | Нурія Льягостера Вівес | Іспанія | Марія Хосе Мартінес Санчес | 38       | 4     |

- 1 Рейтинг подано станом на 13 серпня 2012

### Інші учасниці
Пара, що отримала вайлдкард на участь в основній сітці:
- Тімеа Бабош /  Слоун Стівенс

Наведені нижче пари отримали місце як заміна:
- Сільвія Солер-Еспіноса /  Карла Суарес Наварро

### Відмовились від участі
- Паола Суарес (травма поперекового відділу хребта)

## Переможниці та фіналістки

### Одиночний розряд
Петра Квітова —  Марія Кириленко, 7–6(11–9), 7–5

### Парний розряд
Лізель Губер /  Ліза Реймонд —  Андреа Главачкова /  Луціє Градецька, 4–6, 6–0, [10–4]